# Conseil de l'oblast de Lviv
8e
Le Conseil de l'oblast de Lviv est une assemblée élue de l'oblast de Lviv. Elle possède 84 membres. Elle ne possède pas d'initiative législative. La durée de chaque législature est de cinq ans.

## Composition
| Législature | Élection        | Composition | Composition                                                                                                  | Président                              |
| ----------- | --------------- | ----------- | --- | -------------------------------------- |
| 7e          | 25 octobre 2015 |             | Composition : - BBP (20) - OS (14) - VOS (12) - VOB (9) - HP (8) - UKROP (6) - RPOL (5) - HRNK (5) - NRU (5) | Oleksandr Hanushchyn                   |
| 8e          | 25 octobre 2020 |             | Composition : - ES (28) - SN (9) - OS (9) - VOB (7) - Voix (7) - VOS (6) - NRU (6) - UGP (6) - ZM (en) (6)   | Iryna Hrymak Yevhenii Hirnyk (intérim) |